# Saro Vera
Saro Wilfrido Vera Troche fue un religioso paraguayo que nació el 6 de octubre de 1922 en la compañía Rosario Tatuy, distrito de Caazapá, del Departamento de Caazapá, Paraguay, de una familia campesina de profunda religiosidad popular.
Falleció en el año 2000 y, por su trayectoria, comprendieron que se trataba de un hombre que ha dejado su legado intelectual.

## Infancia y juventud
Sus estudios primarios los hizo en Caazapá y los interrumpió por dos años a causa de la Guerra del Chaco del año 1935.
El primer año del bachillerato clásico lo hizo en el Seminario Metropolitano de Asunción. A muy temprana edad, a los trece años, ingresó en el Seminario Metropolitano de Buenos Aires, donde estudió Filosofía y Teología. En esta institución logró su licenciatura.
Fue ordenado sacerdote en el mismo seminario, el 28 de noviembre de 1948. Volvió al Paraguay en 1950 terminado un año de preparación para la licenciatura en Teología.

## Primeros Pasos
Ya asumido su rol en la jerarquía de la Iglesia Católica, decidió no ser un sacerdote de la ciudad de Villarrica, sino trabajar entre los pobres de la parroquia de Buena Vista, donde estuvo por muchos años.
.....
El arzobispo de Asunción, Felipe Santiago Benítez, quien prologa el libro "La evangelización del paraguayo", lo define como un pensador eclesiástico paraguayo, "A mi entender, el de mayor calidad de nuestros tiempos", señala. Agrega que "no pocas de sus afirmaciones pueden discutirse o, tal vez, no aceptarse, pero merecen nuestro respeto y admiración".

## Obras
Saro Vera ha escrito mucho pero no todo lo escrito se ha publicado. 
En su libro "La evangelización del paraguayo", Saro Vera propone un estudio científico del católico paraguayo en su vida cristiana.
Otro de sus libros es "Seis relatos de un campesino", que prologó Helio Vera, quien define a este conjunto de relatos como una mezcla de ficción y realidad que no pierde su carácter testimonial, ya que están ambientados en los sucesos de la guerrilla de los sesenta, que operó por la zona donde Saro Vera cumplía su misión evangélica. 
El prologuista explica que tal vez es una manera de imprimir una reflexión y una enseñanza: "Nos señala los caminos tortuosos que nuestro pueblo tuvo  que recorrer, empujado por la incontenible dialéctica de la violencia", agrega Vera.
Otros de los títulos publicados por Saro Vera es "Relatos costumbristas del Paraguay"  
Pero en su libro:"El paraguayo, un hombre fuera de su mundo", es en donde define claramente las tres famosas leyes: el mbareté, el ñembotavy y el vai vai, que no son cuentos sino formas de actuar y pensar del paraguayo. 
Saro Vera entendía que "para conocer el ser nacional hay que descubrir las razones encubiertas o las motivaciones profundas, inmersas en la lejanía del tiempo, en la subconsciencia y en la inconsciencia".
Este material es de profunda significación para entender la manera de ser del paraguayo. A continuación se describe parte de su obra. 

### " Kuimba'e Nahãséiva" (El varón no llora)
En el Paraguay, el varón desde pequeño no debe llorar. El no llorar es un signo de algo mucho más amplio que un simple machismo. 
Esta actitud está relacionada con su rol. Se abstendrá de demostrar sus sentimientos, especialmente adversos; le resulta imperioso dominar el dolor y la desgracia. El paraguayo, por más que su rol se desarrolla fuera del hogar, es el quién lo sostiene facilitándolo sustento y protección. El varón no requiere de sentimientos. Antes que nada necesita fuerza, habilidad “ ha'evé ”, capacidad de inventiva y propensión al trabajo. 
El varón anímicamente débil no será el sostén ni de la familia ni de nadie. ¿Qué puede esperarse de un varón quejumbroso, que se lamente por un rasguño?. El varón debe dominar sus sentimientos, en general y en especial sus sentimientos de dolor y los contratiempos.
Este hombre, dueño de sí y del dolor, no se obtiene si no se lo forma o no se lo educa. A eso se debe que desde la niñez el varón no llora, no debe llorar. Cuando llora se le pega para que se calle a fin de que aprenda a dominar su dolor y su llanto. Con este procedimiento no se pretende un machismo sino la capacitación del varón para su cumplimiento respetable de su rol. Hay que fortalecer al chico contra el dolor.
Tampoco la niña dará riendas sueltas a las expresiones del dolor. Ella también requiere el autodominio para sobrevivir en un mundo de frugalidad, privaciones y enfermedades mal atendidas. Hay que prepararse para sobrellevarlo.

### El Paraguayo y el bien común
Este fragmento corresponde a otro análisis más en el libro "El paraguayo, un hombre fuera de su mundo" de Saro Vera:
El paraguayo con su tipo de cultura no se inserta dentro de la macro comunidad. La nación sobrepasa su posibilidad psíquica de inserción. Su lugar psicológico es la minicomunidad de la familia. Solamente el bien común de la familia le resulta comprensible, o sea al conjunto de intereses al que todos los miembros tienen derecho conforme a una escala de posiciones privilegiadas por relación al parentesco.
El bien común es de incumbencia  de la autoridad. El paraguayo considera tonto a los que se encaraman al Gobierno y no ha aprovechado la oportunidad para enriquecerse. La condena de la deshonestidad en el manejo de la república sería de orden puramente intelectual, sin ninguna fuerza existencial.
Para el pueblo, lo que nosotros llamamos deshonestidad se da por descontado. Lo que debe hacer el público es paliar su intemperancia con obras que demuestren que el erario nacional no va totalmente a su bolsillo. ”To’úna pero toyapó”, que se aproveche pero que haga algo. Puesta esta condición, todo marcharía bien. Otra condición que taparía el mal del aprovechamiento del bien común es recurrir al expediente de hacer partícipes a otros. “To’una, anínte ho’upaitereí ha’eño; to porokonvidamimi”, que lo aproveche, pero haga participar a otros.

### "El Paraguayo y la libertad"
Este análisis se suma al estudio "El paraguayo, un hombre fuera de su mundo" de Saro Vera:
El paraguayo mantiene aún la concepción de la libertad de una sociedad tribal. Se contenta con ser libre interiormente.
Cualquier ciudadano cuestionaría la libertad del paraguayo. Él, a su vez, cuestionaría la libertad del ciudadano que manipulado por las apariencias, mentiras, falsas promesas y los medios de comunicación, deposita el voto por el que aparentemente se le da la que gana.
Donde el paraguayo se siente realmente libre es en el uso del tiempo. Ser dueño del tiempo constituye la gran libertad. Si se le ocurre trabajar, trabaja y si no, no trabaja. Los días, horas y semanas son suyas sin que cuelgue sobre su cabeza la espada de Damocles. No debe disculparse casi arrodillado por cinco minutos de tardanza.

### El Paraguayo y el poder
Este religioso también se refirió al poder en "El paraguayo, un hombre fuera de su mundo":
El poder es una gravísima tentación para el paraguayo. Quizás la sea para medio mundo menos unos pocos. Mediante el poder el hombre ocupa un lugar privilegiado dentro de la sociedad. Es muy notable el cambio que produce el poder en el paraguayo. Inmediatamente asume una actitud de perdonar vidas y  de protector. 
Es sensible a que se lo considera el protector. Se rompería el alma para no defraudar al protegido, porque el protegido será siempre inferior a él. Exigirá siempre lugar de preeminencia;  consideraciones especiales y honores.
Debe figurar a la cabeza de cualquier emprendimiento u organización aunque no haga absolutamente nada. Nadie debe contar con él si lo relega a segundo plano o lo tiene en calidad de subalterno de otro. En este caso hará lo imposible por boicotear el trabajo para demostrar lo imprescindible que es a la cabeza del emprendimiento. No hablemos de un jefe partidario. Este sí que asumirá todos los roles posibles de una comunidad. Será alcalde, juez y si se le permitiera, sería también cura párroco. El problema del paraguayo con poder es la desubicación. Es un cacique en un estado civilizado. El Paraguay es el país de los compadres. Es que el ciudadano común necesita de este respaldo porque no le ampara ningún derecho. 
Solamente es objeto de obligaciones y expuesto al capricho del hombre de poder.

### El Paraguayo y la riqueza
Otro elemento que descoloca totalmente al paraguayo es la riqueza. El que alcanza cierto nivel económico sufre un cambio, tal que resulta difícil reconocerlo después de un tiempo. Es asombroso el cambio que se produce en él con la riqueza en las manos. El ”riko pyahu”. Es un paraguayo irreconocible.

### El Paraguayo y el trabajo
¿El paraguayo es haragán o no? En este asunto hay detractores irracionales que no se han puesto a pensar, ni quieren saber nada de razones que defienden al paraguayo.
El paraguayo no trabaja como debe. Pierde horas tomando tereré. Nunca se esfuerza a lo máximo. Cuando se le otorga un crédito, el dinero lo invierte en cosas superfluas y no en mejorar su área de cultivo. 
El paraguayo es un obrero sumamente apreciado en cualquier campo de trabajo fuera del Paraguay, porque siendo a veces semianalfabetos se convierten en obreros muy calificados.
El ideal para el paraguayo es ganar sin trabajar o trabajar con el menor esfuerzo. Así que todas las veces que pueda, llevará a cabo el trabajo remunerado “vai vai suerte raicha”.
Sin embargo, el trabajo para el amigo, sin remuneración, siempre lo hace a conciencia; no “vai vai”.

### El Paraguayo y el amor
La mejor recomendación para esposo es que sea un trabajador, porque sostendría a la familia. Su orgullo es que sus hijos sean bien cuidados y su mujer bien presentada. Se lo alaba porque “hembireko potĩ”.
En este contexto cultural el amor es casi funcional. Casi no existe un lugar para el romanticismo y afectividades. Estas connotaciones del amor casi se reducen al tiempo del noviazgo. Por otro parte, el paraguayo varón es sumamente sensible a los afectos. Pero los roles muchas veces desvían y consumen el tiempo que se destinaría a las manifestaciones afectivas.
Además las demasiadas demostraciones empalagan al paraguayo tanto varón como mujer. 
Cuando la mujer es excesivamente pegajosa, el varón se molesta. Aguanta hasta cierta medida y, pasando esa medida, siente una desazón. Tampoco es muy afecto a las demostraciones públicas de amor. El amor siempre pertenece al mundo de la intimidad. El paraguayo es poco demostrativo de sus sentimientos de dolor ya sea de alegría, de amor o de odio, casi siempre los reduce a gestos y acciones muy medidos. Las palabras sobran.
El paraguayo es noble. Uno de los rasgos de nobleza es su incapacidad de venganza.